# Бенечія (Требнє)
Бенечія (словен. Benečija) — поселення в общині Требнє, регіон Південно-Східна Словенія, Словенія. Воно розташоване на правому березі річки Теменіци, у південно-західній частині общини.